# Andrena falsificissima
Andrena falsificissima är en biart som beskrevs av Hirashima 1966. Andrena falsificissima ingår i släktet sandbin, och familjen grävbin. Inga underarter finns listade i Catalogue of Life.